# Zweiblütiger Steinbrech
Die Zweiblütige Steinbrech (Saxifraga biflora) ist eine Pflanzenart aus der Gattung Steinbrech (Saxifraga) in der Familie der Steinbrechgewächse (Saxifragaceae). Es ist eine relativ seltene, polsterbildende Pflanze der Hochalpen.

## Beschreibung

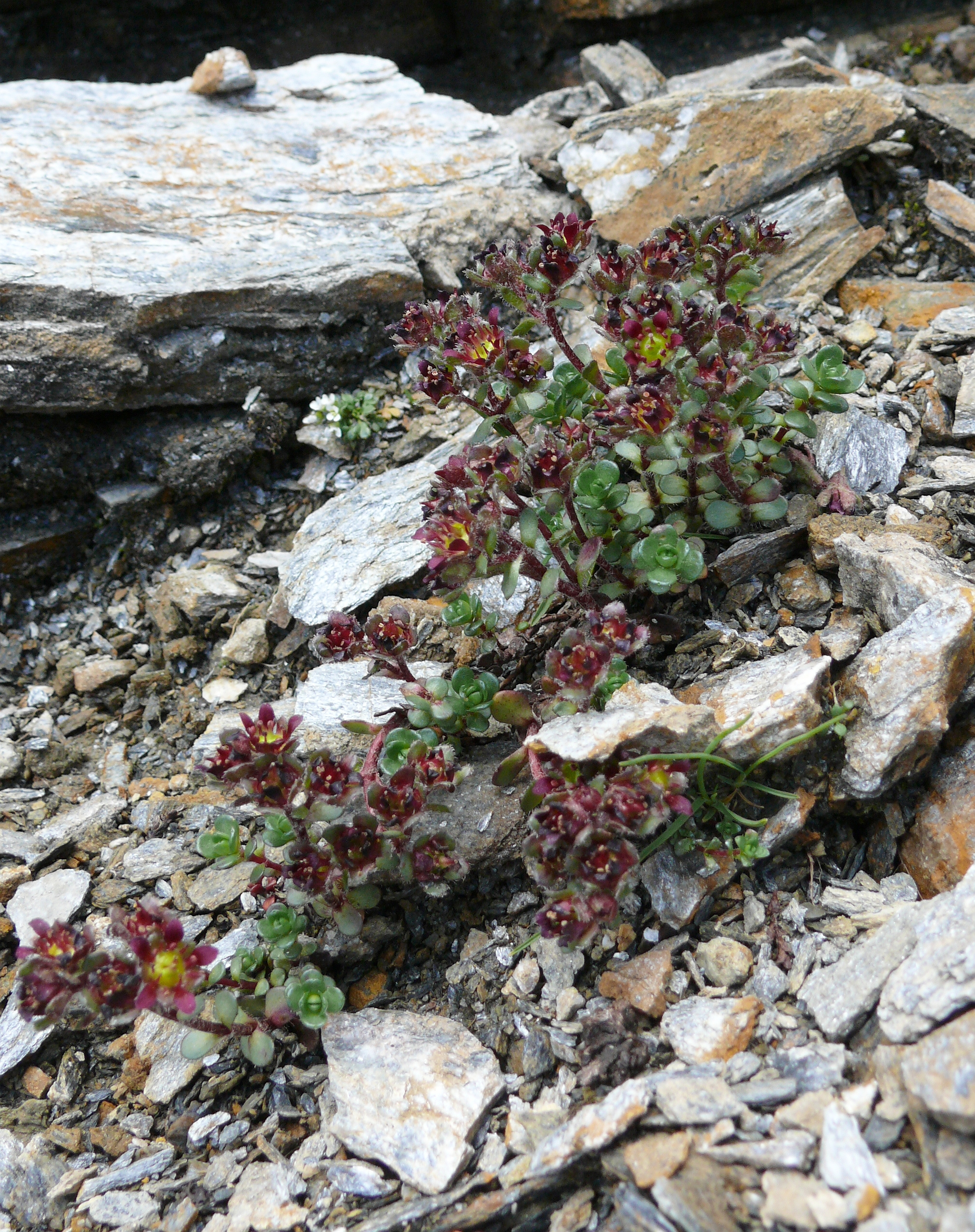
Habitus im Habitat in den Zillertaler Alpen

### Vegetative Merkmale
Der Zweiblütige Steinbrech bildet als immergrüne, ausdauernde krautige Pflanze lockere Polster und erreicht einschließlich des Blütenstandes Wuchshöhen von 3 bis 25 Zentimetern. Die Sprossachsen sind niederliegend bis aufsteigend.
Die gegenständig angeordneten Laubblätter sind dicklich, bei einem Durchmesser von nicht mehr als etwa 4 Millimetern fast kreisrund und auch am oberen Ende gerundet sowie höchstens punktiert. Sie sind 5 bis 9 Millimeter lang und 3 bis 6 Millimeter breit. Sie sind sitzend und tragen gewöhnlich auf der Oberseite an der Spitze nur eine einzige Hydathode; unterseits sind sie oft rot. Sie sind kahl, nur am Grund oder ringsum drüsig bewimpert. Due Stängelblätter sind den Grundblättern ähnlich.

### Generative Merkmale
Die Blütezeit reicht von Juli bis August. Auf einem Blütenstandsschaft befinden sich meist zwei bis sechs, selten bis zu acht Blüten. Die Blüte ist radiärsymmetrisch und fünfzählig mit doppelter Blütenhülle. Die 5 Kelchblätter sind am Rande kurz drüsig bewimpert und 2 bis 4 Millimeter lang. Die dunkelvioletten, purpurrosafarbenen bis violetten, selten weißen Kronblätter sind bei einer Länge von 4 bis 10 Millimetern lanzettlich bis verkehrt-eiförmig, kurz und breit genagelt mit stumpfem oder etwas spitzem oberen Ende. Die Staubblätter sind kürzer als die Kronblätter. Die Staubbeutel sind orange-gelb, selten ganz schwarz. Der Fruchtknoten ist fast ganz unterständig mit breitem Diskus. Die Kapselfrucht ist bei einem Durchmesser von 4 bis 6 Millimetern kugelig. Die braunen Samen sind bei einer Länge von 1 bis 1,2 Millimetern eiförmig.
Die Chromosomenzahl beträgt 2n = 26.

## Vorkommen
Der Zweiblütige Steinbrech kommt fast ausschließlich in den Höhenlagen der Zentralalpen (Österreich, Schweiz, Italien sowie Frankreich) vor. Angaben aus dem Allgäu beziehen sich nach neueren Untersuchungen auf Hybriden Saxifraga ×kochii zwischen Saxifraga biflora und Saxifraga oppositifolia.
Sie wächst dort selten in feuchten Feinschuttböden und zieht kalkarme Böden vor. Saxifraga biflora ist eine Charakterart des Saxifragetum biflorae (Verband: Drabion hoppeanae). Der höchstgelegene Fundort ist am Südgrat des Doms in der Mischabelgruppe (Wallis) mit 4450 Metern dokumentiert.
Die ökologischen Zeigerwerte nach Landolt et al. 2010 sind in der Schweiz: Feuchtezahl F = 3+ (feucht), Lichtzahl L = 5 (sehr hell), Reaktionszahl R = 4 (neutral bis basisch), Temperaturzahl T = 1 (alpin und nival), Nährstoffzahl N = 2 (nährstoffarm), Kontinentalitätszahl K = 2 (subozeanisch).

## Systematik
Die Erstveröffentlichung von Saxifraga biflora erfolgte 1773 durch Carlo Allioni in Auctarium ad Synopsim Methodicam Stirpium Horti Reg. Taurinensis, S. 34.
Je nach Autor gibt es in Europa drei Unterarten:
- Saxifraga biflora All. subsp. biflora: Der Stängel ist nur entfernt beblättert. Die Kronblätter sind  bis 6 Millimeter lang und selten über 2 Millimeter breit. Die Unterart steigt am Matterhorn bis 4200 Meter Meereshöhe auf.[2]
- Saxifraga biflora subsp. epirotica D.A.Webb: Sie kommt im nordwestlichen Griechenland bei Timfi Oros vor.[5]
- Saxifraga biflora subsp. macropetala (Engl.) Rouy & E.G.Camus (wird auch als Varietät Saxifraga biflora var. kochii Kittel angesehen). Die blühenden Stängel sind dicht beblättert. Die Kronblätter sind 6 bis 10 Millimeter lang und bis 6 Millimeter breit. Sie steigt in Graubünden am Scopí bis 2940 Meter Meereshöhe auf.[2]

## Ökologie
Die Blüten sind bereits im Herbst fertig ausgebildet. Sie entfalten sich nach der Schneeschmelze.
Auf dem Zweiblütigen Steinbrech lebt der Rostpilz Puccinia fischeri und der Schlauchpilz Pyrenophora chrysospora.